# Филлипс, Ричард (художник)
Ричард Филлипс (англ. Richard Phillips; род. 1962, Марблхед, США; живёт и работает в Нью-Йорке, США) — современный американский живописец.

## Образование
- 1984 Massachusetts College of Art
- 1986 Yale University School of Art

## Творчество
Своеобразие картин Ричарда Филлипса возникает из напряженной смеси мрачных образов, легкой порнографии и почти академического стиля живописи. Филлипс часто использует образы, взятые из многочисленных источников — от порнографии, рекламы и моды 1950-70-х годов до картин поп-арта Мела Рамоса, Алекса Каца и Энди Уорхола, и превращает их в подобие глянцевых гиперреалистических портретов. Результат — стилизованные изображения либо насыщенного цвета, напоминающие фильмы 1970-х, либо монохромные.

## Награды и премии
- 1986 J. Richardson Dilworth Materials Grant, Yale University School of Art
- 1985 Yale Tuition Scholarship, Yale University School of Art
- 1984 The Pace Gallery Award, Massachusetts College of Art
- The Lawrence Kupferman Award, Massachusetts College of Art
- 1983 Ellen Battel Stockel Fellowship, Yale/Norfolk

## Выставки
- 2009 New Museum, Gagosian Gallery, Нью-Йорк
- 2007 Richard Phillips, Gagosian Gallery, Лос-Анджелес
- 2006 Early Works on Paper, Galerie Max Hetzler, Берлин
- 2005 Michael Fried, White Cube, Лондон
- 2005 Law, Sex & Christian Society, Friedrich Petzel Gallery, Нью-Йорк
- 2004 Richard Phillips Paintings and Drawings, Le Consortium, Дижон
- 2003 Richard Phillips: Neue Bilder, Galerie Max Hetzler, Берлин
- 2002 Birds of Britain, White Cube, Лондон
- 2002 Kunstverein Гамбург
- 2001 America, Friedrich Petzel Gallery, Нью-Йорк
- 2001 Galerie Max Hetzler, Берлин
- 2000 Kunsthalle Zurich, Цюрих
- 1999 Johnen & Schottle, Кёльн и Мюнхен
- 1998 Friedrich Petzel Gallery, Нью-Йорк
- 1998 Stephen Friedman, Лондон
- 1997 Richard Phillips, Shoshana Wayne Gallery, Санта-Моника
- 1997 Richard Phillips, New Paintings, Turner & Runyon Gallery, Даллас
- 1996 Richard Phillips, Recent Paintings, Edward Thorp Gallery, Нью-Йорк
- 1995 Knoxville Paintings, Edward Thorp Gallery, Нью-Йорк
- 1994 White Columns, Нью-Йорк
- 1992 Elizabeth Koury, Нью-Йорк
- 1990 Laurie Rubin Gallery, Нью-Йорк
- 1989 Laurie Rubin Gallery, Нью-Йорк
- 1988 New Objects, Holly Solomon Gallery, Нью-Йорк